# Зарукавное
Зарука́вное (укр. Зарукавне) — село, расположенное на территории Бахмачского района Черниговской области (Украина). Расположено на реке Басанка.
Население составляет 250 жителей (2006 год). Плотность населения — 239,45 чел/кв.км.
Создано немецкими колонистами в 1767 году.Называлось Грос Вердер.
Впервые упоминается в 1919 году.
Село Зарукавное находится примерно в 15 км к югу от центра города Бахмач. Средняя высота населённого пункта — 143 м над уровнем моря. Село находится в зоне умеренно континентального климата.
Национальный состав представлен преимущественно украинцами, конфессиональный состав — христианами.